# Трихром по Гомори

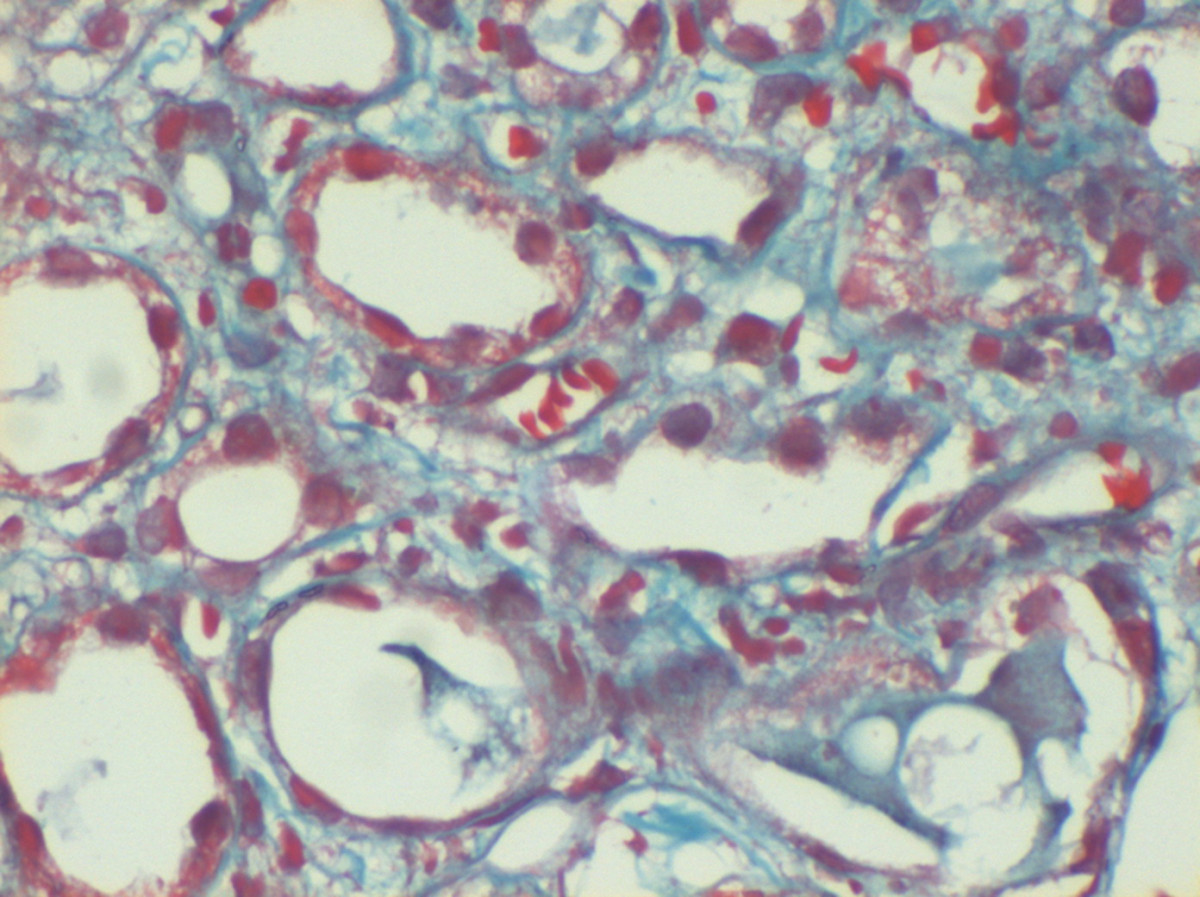
Расширенные перитубулярные капилляры почки, заполненные серповидными эритроцитами, окраска трихромом Гомори

Трихром Гомори (Окраска трихромом по Гомори) — вариант трёхцветного  окрашивания микропрепаратов, который позволяет различить коллагеновые волокна, мышечную ткань и эритроциты. Используется при окрашивании материала биопсий для диагностики некоторых форм митохондриальных миопатий, например, немалиновых миопатий.
Также может быть использован для окрашивания миелиновых оболочек периферических нервов.

## Используемые реагенты

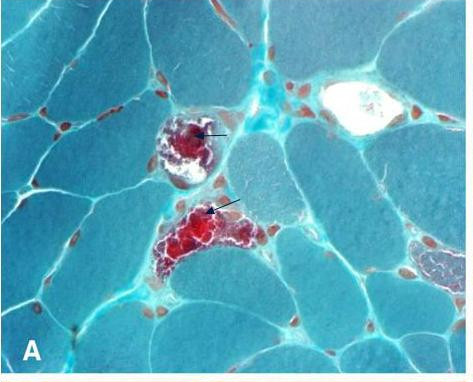
«Рваные красные мышечные волокна» при синдроме MELAS. Окрашивание по Гомори

В настоящее время наибольшее распространение имеют модифицированные варианты трихрома Гомори, такие как модификация Энгеля-Каннингема.
Цитоплазма и соединительно-тканные волокна окрашиваются с помощью раствора фосфотунгстовой кислоты или уксусной кислоты. 
- Для усиления конечной окраски срезы тканей обрабатывают жидкостью Буэна[англ.] (в состав входит насыщенный водный раствор пикриновой кислоты, 40% формалин, ледяная уксусная кислота, гидроксид натрия и натрий-фосфатный буфер[7]).
- Ядра окрашивают железным гематоксилином Вейгерта или гематоксилином Харриса.
- Хромотропом 2R[нем.] окрашивается цитоплазма и мышечные волокна.
- Зелёный прочный FCF либо светло-зеленый SF[англ.] (в оригинальном протоколе Гомори[2]) или анилиновый синий используется для окрашивания коллагеновых волокон.

После окрашивания микропрепарат промывают в уксусной кислоте, чтобы сделать его более прозрачным.

## Результат окрашивания
- Ядра окрашиваются в оттенки от красного до фиолетового.
- Миофибриллы нормальных мышц окрашиваются в зелёно-голубые оттенки (в зависимости от используемого красителя). А-диски и I-диски саркомера принимают вид чётко различимых полос.
- Мембраны между миофибриллами окрашиваются в красный.
- Коллаген окрашивается в зелёный[6].